# Anisogomphus pinratani
Anisogomphus pinratani är en trollsländeart som beskrevs av Hämäläinen 1991. Anisogomphus pinratani ingår i släktet Anisogomphus och familjen flodtrollsländor. IUCN kategoriserar arten globalt som otillräckligt studerad. Inga underarter finns listade i Catalogue of Life.